# Динамовское муниципальное образование
Динамовское муниципальное образование — упразднённое в 2013 году муниципальное образование в составе Новобурасского района Саратовской области. Административный центр — посёлок Динамовский. В состав поселения входило 2 населённых пункта.
Законом Саратовской области от 24 апреля 2013 года № 67−ЗСО Динамовское и Новобурасское муниципальные образования преобразованы путём их объединения во вновь образованное муниципальное образование «Новобурасское муниципальное образование Новобурасского муниципального района Саратовской области» наделённое статусом городского поселения.

## Населённые пункты
- посёлок Динамовский — административный центр;
- посёлок Медведицкий